# Американская евдошка
Американская евдошка (лат. Umbra limi) — небольшая пресноводная рыба семейства умбровых.

## Описание
Рыбы выглядят более неуклюжими чем европейская евдошка, так как боковые стороны у них более округлые. У них также более короткое рыло, окраска спины оливково-зелёного цвета. Боковые стороны с тёмным рисунком, состоящим иногда из 14 неясных поперечных полос. У основания хвостового плавника имеется тёмное пятно. Брюхо светло-жёлтого или белого цвета.

## Распространение
Вид обитает в бассейне реки Святого Лаврентия, Великих озёр, в Гудзонове заливе, от Квебека до Манитобы в Канаде и в бассейне реки Миссисипи, к югу до Огайо, Теннесси и Арканзаса в США. Кроме того, в бассейне рек Гудзон в Нью-Йорке. Имеются изолированные популяции в бассейне реки Миссури в Южной Дакоте и Айове.

## Образ жизни
Рыбы живут в болотах, в спокойных водах рек над илистым дном, чаще в густой растительности. Они приспособлены к низкому содержанию кислорода в воде и высокой температуре воды. Американские евдошки питаются водными насекомыми, бокоплавами, равноногими раками и улитками.

## Размножение
Весной в сезон размножения брачный наряд рыб отливает зеленоватым цветом, самцы в этот период от лимонного до оранжево-красного цвета. Икра кладётся на растения или в углубление на грунте. Вероятно, самка ухаживает за потомством. Через 6 дней вылупляются мальки.